# Liste der Nummer-eins-Hits in Frankreich (1984)
Diese Liste enthält alle Nummer-eins-Hits in Frankreich im Jahr 1984. Es gab in diesem Jahr zwölf Nummer-eins-Singles und acht Nummer-eins-Alben.

## Singles
| | Liste der Nummer-eins-Hits in Frankreich | Liste der Nummer-eins-Hits in Frankreich | Liste der Nummer-eins-Hits in Frankreich                                                                                    | 1985 →                    |
| \| Zeitraum \| Wo. ges. \| Interpret \| Titel Autor(en) \| Zusätzliche Informationen \| \| (Zeitraum, Wochen auf Platz eins, Interpret, Titel, Autor[en], zusätzliche Informationen) \| \| \| \| \| \| ----------------------------------------------------------------------------------------- \| -------- \| ------------------------- \| --------------------------------------------------------------------------------------------------------------------------- \| ------------------------- \| \| 31. Dezember 1983 – 14. Januar 1984 2 Wochen \| 2 \| Renaud \| Dès que le vent soufflera Renaud Pierre Manuel Séchan \| – \| \| 15. Januar 1984 – 4. Februar 1984 3 Wochen (insgesamt 15) \| 15 \| Irene Cara \| Flashdance … What a Feeling Musik: Giorgio Moroder; Text: Keith Forsey, Irene Cara \| – \| \| 5. Februar 1984 – 3. März 1984 4 Wochen \| 4 \| Michael Jackson \| Thriller Rodney L. Temperton \| – \| \| 4. März 1984 – 31. März 1984 4 Wochen \| 4 \| Break Machine \| Street Dance Musik: Frederick Zarr, Jacques Morali; Text: Henri Belolo \| – \| \| 1. April 1984 – 2. Juni 1984 9 Wochen \| 9 \| Frankie Goes to Hollywood \| Relax Musik: Peter Gill, William Johnson, Mark William O’Toole; Text: William Johnson \| – \| \| 3. Juni 1984 – 28. Juli 1984 8 Wochen \| 8 \| Rockwell \| Somebody’s Watching Me Kennedy William Gordy \| – \| \| 29. Juli 1984 – 4. August 1984 1 Woche (insgesamt 2) \| 2 \| Michel Sardou \| Les deux écoles Musik: Jacques Revaux, Michel Charles Sardou; Text: Michel Charles Sardou, Pierre Delanoë \| – \| \| 5. August 1984 – 11. August 1984 1 Woche \| 1 \| Art Company \| Susanna Musik: Ferdinand Lancee; Text: Ferdinand Lancee, Caroline W. M. Bogman, Mark St-John Foggo \| – \| \| 12. August 1984 – 18. August 1984 1 Woche (insgesamt 2) \| 2 \| Michel Sardou \| Les deux écoles Musik: Jacques Revaux, Michel Charles Sardou; Text: Michel Charles Sardou, Pierre Delanoë \| – \| \| 19. August 1984 – 25. August 1984 1 Woche \| 1 \| Jeanne Mas \| Toute première fois Musik: Romano Musumarra, Roberto Zaneli; Text: Romano Musumarra, Jeanne Marie Mas \| – \| \| 26. August 1984 – 1. September 1984 1 Woche \| 1 \| Laura Branigan \| Self Control Musik: Giancarlo Bigazzi, Raffaele Riefoli; Text: Steve Piccolo \| – \| \| 2. September 1984 – 15. September 1984 2 Wochen (insgesamt 3) \| 3 \| Scorpions \| Still Loving You Musik: Rudolf Schenker; Text: Klaus Meine \| – \| \| 16. September 1984 – 22. September 1984 1 Woche (insgesamt 3) \| 3 \| Cookie Dingler \| Femme libérée Christian Jean Marie Dingler, Joëlle Cecile Antoinette Kopf \| – \| \| 23. September 1984 – 29. September 1984 1 Woche (insgesamt 3) \| 3 \| Scorpions \| Still Loving You Musik: Rudolf Schenker; Text: Klaus Meine \| – \| \| 30. September 1984 – 6. Oktober 1984 1 Woche (insgesamt 3) \| 3 \| Cookie Dingler \| Femme libérée Christian Jean Marie Dingler, Joëlle Cecile Antoinette Kopf \| – \| \| 7. Oktober 1984 – 13. Oktober 1984 1 Woche \| 1 \| France Gall \| Hong-Kong Star Michel Berger \| – \| \| 14. Oktober 1984 – 20. Oktober 1984 1 Woche \| 1 \| Mike Oldfield \| To France Mike Oldfield \| – \| \| 21. Oktober 1984 – 27. Oktober 1984 1 Woche (insgesamt 3) \| 3 \| Cookie Dingler \| Femme libérée Christian Jean Marie Dingler, Joëlle Cecile Antoinette Kopf \| – \| \| 28. Oktober 1984 – 3. November 1984 1 Woche \| 1 \| Chris de Burgh \| High on Emotion Chris de Burgh \| – \| \| 4. November 1984 – 22. Dezember 1984 7 Wochen (insgesamt 8) \| 8 \| Peter et Sloane \| Besoin de rien, envie de toi Musik: Chantal Françoise Marie Richard; Text: Marie-José Casanova, Jean-Pierre Charles Savelli \| – \| \| 23. Dezember 1984 – 29. Dezember 1984 1 Woche \| 1 \| Stevie Wonder \| I Just Called to Say I Love You Stevie Wonder \| – \| \| 30. Dezember 1984 – 12. Januar 1985 2 Wochen (insgesamt 6) \| 6 \| Ray Parker Jr. \| Ghostbusters Ray Erskine Parker Jr. \| – \| |                                          |                                          | |                           |
| |                                          |                                          | | → 1985 →                  |
| Zeitraum | Wo. ges.                                 | Interpret                                | Titel Autor(en) | Zusätzliche Informationen |
| (Zeitraum, Wochen auf Platz eins, Interpret, Titel, Autor[en], zusätzliche Informationen) |                                          |                                          | |                           |
| 31. Dezember 1983 – 14. Januar 1984 2 Wochen | 2                                        | Renaud                                   | Dès que le vent soufflera Renaud Pierre Manuel Séchan                                                                       | –                         |
| 15. Januar 1984 – 4. Februar 1984 3 Wochen (insgesamt 15) | 15                                       | Irene Cara                               | Flashdance … What a Feeling Musik: Giorgio Moroder; Text: Keith Forsey, Irene Cara                                          | –                         |
| 5. Februar 1984 – 3. März 1984 4 Wochen | 4                                        | Michael Jackson                          | Thriller Rodney L. Temperton                                                                                                | –                         |
| 4. März 1984 – 31. März 1984 4 Wochen | 4                                        | Break Machine                            | Street Dance Musik: Frederick Zarr, Jacques Morali; Text: Henri Belolo                                                      | –                         |
| 1. April 1984 – 2. Juni 1984 9 Wochen | 9                                        | Frankie Goes to Hollywood                | Relax Musik: Peter Gill, William Johnson, Mark William O’Toole; Text: William Johnson                                       | –                         |
| 3. Juni 1984 – 28. Juli 1984 8 Wochen | 8                                        | Rockwell                                 | Somebody’s Watching Me Kennedy William Gordy                                                                                | –                         |
| 29. Juli 1984 – 4. August 1984 1 Woche (insgesamt 2) | 2                                        | Michel Sardou                            | Les deux écoles Musik: Jacques Revaux, Michel Charles Sardou; Text: Michel Charles Sardou, Pierre Delanoë                   | –                         |
| 5. August 1984 – 11. August 1984 1 Woche | 1                                        | Art Company                              | Susanna Musik: Ferdinand Lancee; Text: Ferdinand Lancee, Caroline W. M. Bogman, Mark St-John Foggo                          | –                         |
| 12. August 1984 – 18. August 1984 1 Woche (insgesamt 2) | 2                                        | Michel Sardou                            | Les deux écoles Musik: Jacques Revaux, Michel Charles Sardou; Text: Michel Charles Sardou, Pierre Delanoë                   | –                         |
| 19. August 1984 – 25. August 1984 1 Woche | 1                                        | Jeanne Mas                               | Toute première fois Musik: Romano Musumarra, Roberto Zaneli; Text: Romano Musumarra, Jeanne Marie Mas                       | –                         |
| 26. August 1984 – 1. September 1984 1 Woche | 1                                        | Laura Branigan                           | Self Control Musik: Giancarlo Bigazzi, Raffaele Riefoli; Text: Steve Piccolo                                                | –                         |
| 2. September 1984 – 15. September 1984 2 Wochen (insgesamt 3) | 3                                        | Scorpions                                | Still Loving You Musik: Rudolf Schenker; Text: Klaus Meine                                                                  | –                         |
| 16. September 1984 – 22. September 1984 1 Woche (insgesamt 3) | 3                                        | Cookie Dingler                           | Femme libérée Christian Jean Marie Dingler, Joëlle Cecile Antoinette Kopf                                                   | –                         |
| 23. September 1984 – 29. September 1984 1 Woche (insgesamt 3) | 3                                        | Scorpions                                | Still Loving You Musik: Rudolf Schenker; Text: Klaus Meine                                                                  | –                         |
| 30. September 1984 – 6. Oktober 1984 1 Woche (insgesamt 3) | 3                                        | Cookie Dingler                           | Femme libérée Christian Jean Marie Dingler, Joëlle Cecile Antoinette Kopf                                                   | –                         |
| 7. Oktober 1984 – 13. Oktober 1984 1 Woche | 1                                        | France Gall                              | Hong-Kong Star Michel Berger                                                                                                | –                         |
| 14. Oktober 1984 – 20. Oktober 1984 1 Woche | 1                                        | Mike Oldfield                            | To France Mike Oldfield | –                         |
| 21. Oktober 1984 – 27. Oktober 1984 1 Woche (insgesamt 3) | 3                                        | Cookie Dingler                           | Femme libérée Christian Jean Marie Dingler, Joëlle Cecile Antoinette Kopf                                                   | –                         |
| 28. Oktober 1984 – 3. November 1984 1 Woche | 1                                        | Chris de Burgh                           | High on Emotion Chris de Burgh                                                                                              | –                         |
| 4. November 1984 – 22. Dezember 1984 7 Wochen (insgesamt 8) | 8                                        | Peter et Sloane                          | Besoin de rien, envie de toi Musik: Chantal Françoise Marie Richard; Text: Marie-José Casanova, Jean-Pierre Charles Savelli | –                         |
| 23. Dezember 1984 – 29. Dezember 1984 1 Woche | 1                                        | Stevie Wonder                            | I Just Called to Say I Love You Stevie Wonder                                                                               | –                         |
| 30. Dezember 1984 – 12. Januar 1985 2 Wochen (insgesamt 6) | 6                                        | Ray Parker Jr.                           | Ghostbusters Ray Erskine Parker Jr.                                                                                         | –                         |

## Alben
| | Liste der Nummer-eins-Hits in Frankreich | Liste der Nummer-eins-Hits in Frankreich | Liste der Nummer-eins-Hits in Frankreich | 1985 →                    |
| \| Zeitraum \| Wo. ges. \| Interpret \| Titel \| Zusätzliche Informationen \| \| (Zeitraum, Wochen auf Platz eins, Interpret, Titel, zusätzliche Informationen) \| \| \| \| \| \| ------------------------------------------------------------------------------ \| -------- \| --------------- \| -------------------------- \| ------------------------- \| \| 31. Dezember 1983 – 7. Januar 1984 1 Woche \| 1 \| Chris Rea \| I Can Hear Your Heart Beat \| – \| \| 8. Januar 1984 – 11. Februar 1984 5 Wochen (insgesamt 13) \| 13 \| Renaud \| Morgane de toi \| – \| \| 12. Februar 1984 – 10. März 1984 4 Wochen (insgesamt 9) \| 9 \| Michael Jackson \| Thriller \| – \| \| 11. März 1984 – 5. Mai 1984 8 Wochen (insgesamt 13) \| 13 \| Renaud \| Morgane de toi \| – \| \| 6. Mai 1984 – 9. Juni 1984 5 Wochen \| 5 \| (Soundtrack) \| Carmen \| – \| \| 10. Juni 1984 – 24. November 1984 24 Wochen \| 24 \| France Gall \| Débranche \| – \| \| 25. November 1984 – 29. Dezember 1984 5 Wochen (insgesamt 13) \| 13 \| Sade \| Diamond Life \| – \| \| 30. Dezember 1984 – 5. Januar 1985 1 Woche \| 1 \| Francis Lalanne \| Amis d’en France \| – \| |                                          |                                          |                                          |                           |
| |                                          |                                          |                                          | → 1985 →                  |
| Zeitraum | Wo. ges.                                 | Interpret                                | Titel                                    | Zusätzliche Informationen |
| (Zeitraum, Wochen auf Platz eins, Interpret, Titel, zusätzliche Informationen) |                                          |                                          |                                          |                           |
| 31. Dezember 1983 – 7. Januar 1984 1 Woche | 1                                        | Chris Rea                                | I Can Hear Your Heart Beat               | –                         |
| 8. Januar 1984 – 11. Februar 1984 5 Wochen (insgesamt 13) | 13                                       | Renaud                                   | Morgane de toi                           | –                         |
| 12. Februar 1984 – 10. März 1984 4 Wochen (insgesamt 9) | 9                                        | Michael Jackson                          | Thriller                                 | –                         |
| 11. März 1984 – 5. Mai 1984 8 Wochen (insgesamt 13) | 13                                       | Renaud                                   | Morgane de toi                           | –                         |
| 6. Mai 1984 – 9. Juni 1984 5 Wochen | 5                                        | (Soundtrack)                             | Carmen                                   | –                         |
| 10. Juni 1984 – 24. November 1984 24 Wochen | 24                                       | France Gall                              | Débranche                                | –                         |
| 25. November 1984 – 29. Dezember 1984 5 Wochen (insgesamt 13) | 13                                       | Sade                                     | Diamond Life                             | –                         |
| 30. Dezember 1984 – 5. Januar 1985 1 Woche | 1                                        | Francis Lalanne                          | Amis d’en France                         | –                         |